# Roberto Simón
Roberto Simón Salomón (Guantánamo, 30 marzo 1961) è un ex cestista cubano.

## Carriera
Con Cuba ha disputato due edizioni dei Campionati mondiali (1986, 1994).